# Сосабовский, Станислав

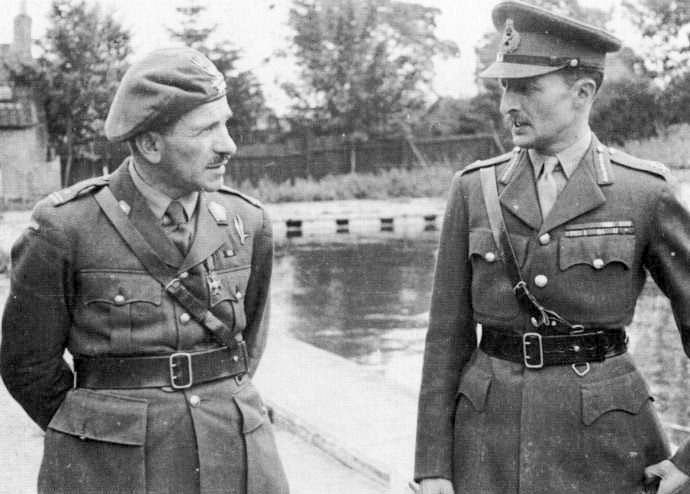
Ген. Сосабовский и ген. Браунинг

Станислав Францишек Сосабовский (пол. Stanisław Sosabowski; 8 мая 1892, Станиславов − 25 сентября 1967, Лондон) — бригадный генерал Войска Польского (правительства Польши в изгнании). Командовал польскими силами во время Голландской операции.

## Молодые годы
Родился в семье железнодорожного рабочего, умершего, когда Станиславу было 11 лет. Учась в реальном училище, помогал матери содержать семью, давая частные уроки. Несмотря на сложные жизненные обстоятельства, окончил школу с отличием. Во время учёбы участвовал в деятельности польских организаций. В 1910—1912 учился в экономической академии в Кракове. В 1912 прервал учёбу из-за тяжёлого материального положения семьи и вернулся в родной город, где участвовал в деятельности Польских стрелковых дружин, был командиром 24-й дружины (Станиславов), произведён в подхорунжие. Одновременно участвовал в скаутском движении, до 1913 руководил скаутами в своем городе, покинул эту должность из-за конфликта с местным начальством «сокольского» движения, которое курировало скаутов.

## Первая мировая война
В 1913 был направлен на действительную службу в армию Австро-Венгрии, в 1914 был капралом в 58-м пехотном полку. В его рядах участвовал в боях против русских войск в районе Перемышля и в Карпатах, а с весны 1915 — в Горлицком прорыве, боях в районе Бреста. За храбрость был награждён несколькими медалями. 15 июня 1915 был ранен в колено с поражением нерва. Находился на излечении в Чехии, где женился, был произведён в подпоручики. После выписки из госпиталя служил в военной цензуре, затем в штабе XI корпуса, где прошёл курс подготовки архивиста.
В феврале 1917 переведён в Больцано, где был архивистом в местном штабе. В начале 1918 по собственной просьбе назначен в Люблин, произведён в поручики и вступил в контакт с комендантом Люблинского округа Польской военной организации Станиславом Бурхардт-Букацким.

## Служба в Войске Польском в 1918—1939
1 ноября 1918 возглавил ликвидационную комиссию бывшего австрийского генерал-губернаторства в Люблине. С 15 ноября — капитан. С января 1919 служил в военном министерстве в Варшаве, из-за последствий ранения не принимал непосредственного участия в боевых действиях против Советской России и Западной Украины. В 1922—1923 учился в Высшей военной школе в Варшаве, после окончания которой получил диплом офицера Генерального штаба и был назначен в IV отдел Генштаба. С 1928 — подполковник, командир батальона в 75-м пехотном полку. С 1929 — заместитель командира 3-го полка подгалянских стрелков. С 1930 — преподаватель штабной службы в Высшей военной школе. Автор книги Wychowanie żołnierza-obywatela («Образование солдата-гражданина». Варшава, 1931).
С 1937 — полковник, командир 9-го пехотного полка легионов (Замосць). С января 1939 — командир 21-го пехотного полка «Дети Варшавы» (Варшава), входившего в состав 8-й пехотной дивизии со штабом в Модлине. В конце августа 1939, согласно мобилизационному плану, полк был перебазирован в район к юго-западу от Цеханова.

## Участие во Второй мировой войне
В первые дни Второй мировой войны полк под командованием Сосабовского принял участие в битве на Млаве, а затем отступил в район Модлина, где соединился с остатками своей дивизии. 15 сентября 1939 года полк прибыл в Варшаву, где присоединился к войскам, оборонявшим польскую столицу. Полк успешно отражал атаки противника, 16 сентября, во время генерального штурма Варшавы, его части, обороняя Прагу (район Варшавы) перейдя в контратаку, разбили многократно превосходивший их по силе 23-й пехотный полк вермахта. После этого успеха Сосабовский был назначен командующим войсками в районе Грохова, где до конца обороны удерживал позиции при относительно низких собственных потерях. 29 сентября, перед сдачей в плен, командовавший обороной Варшавы генерал Юлиуш Руммель наградил полк и его командира Рыцарском крестом ордена Virtuti Militari.
Был взят в плен, но бежал из лагеря близ Жирардова. Осенью 1939 вступил в тайное движение сопротивления (Службу польской победы), по поручению которого через Венгрию нелегально выехал во Францию, чтобы представить доклад правительству в изгнании о ситуации в стране. В Париже получил назначение командиром дивизионной пехоты 4-й пехотной дивизии, лишь около 3150 военнослужащих которой (из 11 тысяч) были вооружены к маю 1940. После разгрома Франции, в июне 1940 года, вместе с 6 тысячами солдат и офицеров дивизии был эвакуирован в Великобританию.
На территории Великобритании стал командиром вновь формировавшейся 4-й кадровой стрелковой бригады — по его инициативе, она стала первой в польской истории парашютно-десантной воинской частью (с октября 1942 года — 1-я Отдельная парашютная бригада). Сам Сосабовский прошёл обучение и в возрасте 49 лет совершил свой первый прыжок с парашютом. Девиз бригады — «Кратчайший путь» — означал, что военнослужащие рассчитывали на то, что они будут десантированы для освобождения Польши. 15 июня 1944 года Сосабовский получил чин бригадного генерала. Был строгим командиром, отличался импульсивностью и резкостью.
Во время Варшавского восстания в августе 1944 года десантники требовали направить их в Польшу, но по политическим, военным и техническим мотивам британское командование им отказало. В сложной моральной ситуации генерал сохранил контроль за положением дел в бригаде.
В сентябре 1944 десантники Сосабовского все же приняли участие в крупной военной операции, но не в Польше, а в Голландии — «Маркет Гарден». 19 сентября часть поляков во главе с Сосабовским высадились под Дрилем, на противоположном от Арнема берегу Рейна. Однако операция к тому времени уже находилась в кризисе, высадка поляков была задержана из-за плохих погодных условий, а когда она состоялась, то под Дрилем была выброшена только часть бригады (остальные вылетели 21 сентября и приземлились в другом районе). Кроме того, они не были поддержаны техникой и могли рассчитывать только на личное оружие. Поляки трижды пытались форсировать Рейн, чтобы помочь окружённым под Арнемом британским десантникам. Паром, на котором они планировали переправиться, был потоплен, и поляки использовали небольшие резиновые надувные лодки — на другой берег удалось переправиться примерно 200 десантникам. В ночь с 25 на 26 сентября польские десантники прикрывали выход из окружения части британцев, блокированных под Арнемом.
В целом операция завершилась неудачей, что способствовало росту противоречий между польским генералом и британским командованием. Фельдмаршал Монтгомери в своём письме генералу Эйзенхауэру буквально назвал Сосабовского виновным в стратегическом провале операции Маркет-гарден. В результате Сосабовский в декабре 1944 года был смещён с поста командира бригады и перемещён на менее значимую должность инспектора охранных войск, несмотря на его личное обращение к президенту Польши в изгнании Владиславу Рачкевичу. За битву под Арнемом Сосабовский при жизни был награждён только Крестом Храбрых. За участие в войне стал Командором ордена Британской империи.

## Эмигрант
После окончания Второй мировой войны остался в эмиграции, в 1946. В июле 1948 официально демобилизован. Был рабочим на складе фабрики электродвигателей, затем телевизоров. Скончался от сердечного приступа. Коллеги по работе узнали о его военных заслугах только во время похорон. В 1969 его прах был перезахоронен на кладбище Воинское Повонзки в Варшаве.
Автор нескольких книг мемуаров:
- Najkrótszą drogą. Warszawa, 1992.
- Droga wiodła ugorem. Wspomnienia. Kraków, 1990.
- Freely I served. Nashville, 1982.

## Посмертное признание
В 1988 генерал Сосабовский был посмертно награждён Командорским крестом со звездой ордена Возрождения Польши. 31 мая 2006 королева Голландии Беатрикс посмертно наградила генерала Сосабовского Медалью Бронзового Льва. Его бригада была награждена Военным орденом Вильгельма. 18 июня 2008 на польском телевидении состоялась премьера документального фильма «Честь генерала». Одна из улиц Щецина была названа в честь генерала.
В фильме A Bridge Too Far («Мост слишком далеко») роль генерала Сосабовского играет Джин Хэкмен. В фильме показано, что генерал изначально негативно относился к плану операции «Маркет Гарден», а также его участие в выходе из окружения британских десантников.
Имя Сосабовского присвоено 6-й десантно-штурмовой бригаде Войска Польского. В 1989 в Польше выпущена почтовая марка с его портретом (посвящённая битве под Арнемом), в 2004 — памятные монеты номиналом 10 и 2 злотых.

## Сын
Станислав Януш Сосабовский (6 января 1917, Брно, Австро-Венгрия — 6 ноября 2000, Великобритания). Майор запаса Войска Польского, врач.
Окончил гимназию имени Адама Мицкевича в Варшаве, в 1935—1939 учился в Военно-медицинской академии. Участвовал в сентябрьской кампании 1939 в качестве врача, был произведён в подпоручики. Участник обороны Варшавы, после капитуляции был взят в плен, вместе с отцом бежал из лагеря.
Участвовал в деятельности Армии Крайовой, входил в состав «Кедива» (управления диверсий) в чине поручика, организатор диверсионных акций (поджог склада топлива, нападение на поезда, перевозившие немецких военных и др.). В начале Варшавского восстания, 1 августа 1944, освободил группу заключённых-евреев (около 50 человек из Венгрии и Греции) — после войны получил звание «Праведник народов мира». 4 августа был тяжело ранен, потерял зрение.
В январе 1945 был переправлен на самолёте в Шотландию, но было слишком поздно, чтобы спасти зрение. В 1946 был демобилизован, работал физиотерапевтом. В 1967 его польский медицинский диплом был официально признан Британским медицинским советом. Был награждён Серебряным крестом ордена Virtuti Militari, Крестом Храбрых (дважды). Входил в состав организации св. Дунстана, объединяющей слепых бывших военнослужащих. Занимался стрельбой из лука, был членом спортивной команды св. Дунстана.